# 固隆乡
固隆乡，是中华人民共和国山西省晋城市阳城县下辖的一个乡镇级行政单位。2021年5月6日，撤销固隆乡，整建制并入次营镇。

## 行政区划
固隆乡下辖以下地区：
南沟村、府底村、泽城村、司家凹村、东村、郑阳村、西南村、北燕村、固隆村、南固隆村、西下庄村、马腰村、沟东村、白涧村、寨上村和西庄村。